# دومينيك فيتا إمولاط
دومينيك فيتا إمولاط (10 أغسطس 1927 - 9 نوفمبر 2020)، هو فنان إسباني. من قطلونية.

## صور

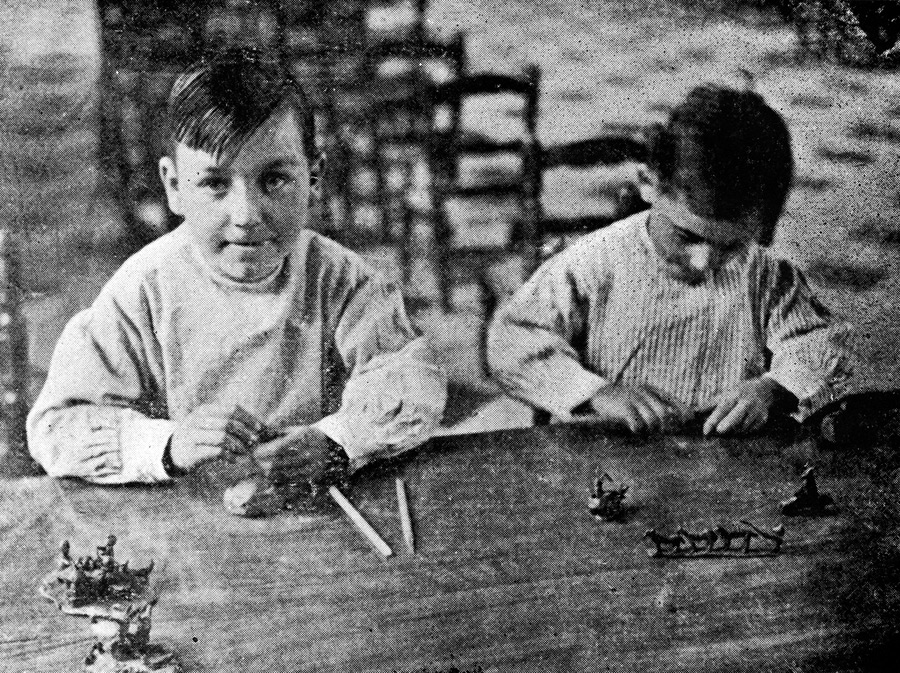
في طفولته عام 1932.
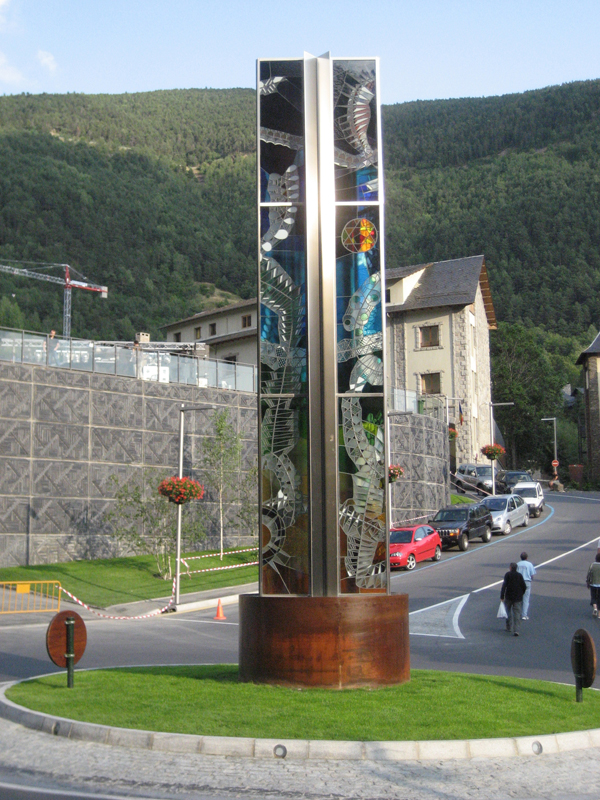
أحد أعماله: عمود في ساحة القاعة الوطنية في أندورا

## من أعماله
- 1953 - اللوحات الجدارية في كنيسة القديسة سوزانا في جيرونا.
- 1958 - المسيح الراقد. كاتدرائية جيرونا.
- 1960 - القديس يوحنا والقديس نرجس. واجهة كاتدرائية جيرونا.
- 1962 - القديس بنديكتوس. دير مونتسيرات. برشلونة.
- 1964 - جدارية على واجهة السريرية. بانيوليس.
- 1971 - نصب سردانا. يوريت دي مار.
- 1990 - نصب الصيادين. ورود.
- 1985 - تاريخ العمود. جيرونا .
- 2000-2005 - الفنادق الرياضية. سولديو (أندورا).
- 2002 - أوليبا ، أسقف فيك ، رئيس دير ريبول وكويكسا. فيك.
- 2010 - ارتياح على الأرض داخل بوابة العاطفة ، ساغرادا فاميليا . (برشلونة).
- 2010 - المبشرون الأربعة ، مصابيح زجاج ملون ، ساغرادا فاميليا . (برشلونة).

## روابط خارجية
- مؤسسة فيتا
- القديس يوحنا والقديس نرجس في كاتدرائية جيرونا